# 阿尔奇纳佐罗马诺

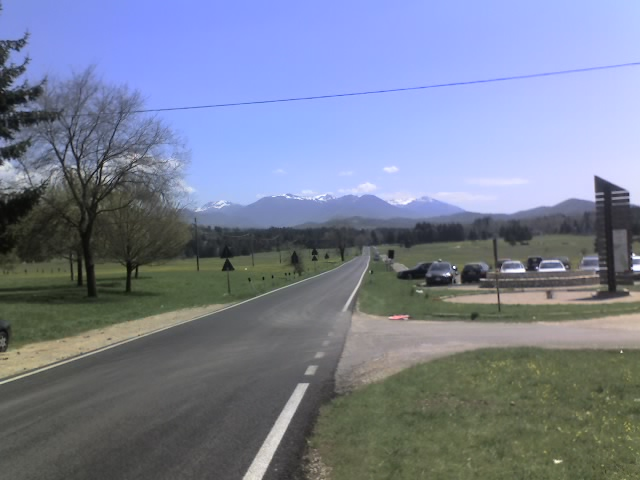
阿尔奇纳佐的平原风景

阿尔奇纳佐罗马诺（Arcinazzo Romano）是意大利拉齐奥大区羅馬首都廣域市的一个市镇，面积28.3平方公里，人口1,416人（2004年）。